# Microregione di Franco da Rocha
Franco da Rocha è una microregione dello Stato di San Paolo in Brasile, appartenente alla mesoregione Metropolitana de São Paulo.

## Comuni
Comprende 4 comuni:
- Caieiras
- Francisco Morato
- Franco da Rocha
- Mairiporã